# Kate MacGregor
Kate Elizabeth MacGregor (Poole, 12 de enero de 1991) es una deportista británica que compitió en vela en la clase Elliott 6m.  Su hermana Lucy también compitió en vela.
Ganó cuatro medallas en el Campeonato Mundial de Match Race Femenino entre los años 2010 y 2019. Participó en los Juegos Olímpicos de Londres 2012, ocupando el séptimo lugar en la clase Elliott 6m.

## Palmarés internacional
| \| Campeonato Mundial \| Campeonato Mundial \| Campeonato Mundial \| Campeonato Mundial \| \| Año \| Lugar \| Medalla \| Clase \| \| ------------------ \| ----------------------------- \| ------------------ \| ------------------ \| \| 2010 \| Rhode Island (Estados Unidos) \| Medalla de oro \| Match race \| \| 2011 \| Perth (Australia) \| Medalla de plata \| Match race \| \| 2018 \| Ekaterimburgo (Rusia) \| Medalla de oro \| Match race \| \| 2019 \| Lysekil (Suecia) \| Medalla de oro \| Match race \| |                               |                  |            |
| Campeonato Mundial |                               |                  |            |
| Año | Lugar                         | Medalla          | Clase      |
| 2010 | Rhode Island (Estados Unidos) | Medalla de oro   | Match race |
| 2011 | Perth (Australia)             | Medalla de plata | Match race |
| 2018 | Ekaterimburgo (Rusia)         | Medalla de oro   | Match race |
| 2019 | Lysekil (Suecia)              | Medalla de oro   | Match race |